# Wappen Gagausiens
Das Wappen Gagausiens ist das offizielle Wappen der Autonomen Republik Gagausien in der Republik Moldau.

## Beschreibung
In Blau  mit weißem Fadenbord eine aufgehende Sonne mit sieben mehrteiligen Strahlen. Ein weißes Band mit der Inschrift in schwarzen Majuskeln „GAGAUZ YERI“ in Schildhauptnähe. Den Schild umgeben je Seite zwei goldene Ähren, die mit einer Schleife der Nationalfarben Blau-Weiß-Rot drapiert sind und aus drei Weinreben erscheinen. Über dem Schild drei (1;2) fünfzackige goldene schwarzgerahmte Sterne.
Symbolik: Das Wappen ist weitgehend an das Staatswappen der Sowjetunion angelehnt. ES stellt ein Bild auf einem heraldischen Schild dar, auf dem unteren Teil ist ein gelber (goldener) Halbkreis als aufgehende Sonne auf blauem Hintergrund abgebildet. Der Schild wird von einem gelben (goldenen) Weizenkranz, der von der Flagge Gagausiens umwickelt ist, umgeben. Unter dem Schild befinden sich Weinreben. Oberhalb des Schildes sind drei fünfzackige gelbe (goldene) Sterne in Form eines Dreiecks angeordnet.